# Cyrielle Cotry
Cyrielle Delamare Cotry (ur. 8 czerwca 1987) – francuska łuczniczka, halowa mistrzyni świata, mistrzyni i brązowa medalistka mistrzostw Europy. 
Startuje w konkurencji łuków klasycznych. Drużynowa mistrzyni świata w zawodach w hali z 2007 roku z Izmiru. Brązowa medalistka mistrzostw Europy w 2012 roku w konkurencji indywidualnej i mistrzyni Europy drużynowo.